# Combretum rupicola
Combretum rupicola là một loài thực vật có hoa trong họ Trâm bầu. Loài này được Ridl. mô tả khoa học đầu tiên năm 1890.